# 甘布里努斯號列車
甘布里努斯号（拉丁語：Gambrinus）是曾经运行于德国北部城市基尔至该国南部城市慕尼黑间一班长途列车所使用的名称，由德国联邦铁路（1994年后为德国铁路）在1953年至1998年间开行。其命名源自法兰德斯神话中主保啤酒酿造的圣人甘布里努斯。列车自开行以来曾先后被纳入长途列车、城际列车及全欧快车等类别，直至1998年停运。

## 长途列车
1952年5月18日，德国联邦铁路在慕尼黑经鲁尔区至基尔间开行了一班长途列车（F），车次使用F33/34次，从而将慕尼黑及多特蒙德这两座以啤酒而闻名的城市连接在一起。为对应两座城市显著的啤酒酿造地位，德国联邦铁路又于1953年6月1日将该列车命名为甘布里努斯号。在运营初期，其运营线路为慕尼黑－维尔茨堡－科隆－多特蒙德－汉堡－基尔，至1957年6月2日，汉堡－基尔的经路被撤销，列车的北端始发及终到站改至汉堡。
1970年，甘布里努斯号的车次被重编为F125/124次，至1971年，车次编号又被更替过两次：首先是采用F122/123次，在同年9月转变为仅搭载一等车厢等级的城际列车（IC）后又采用IC112/117次，并且列车北端的始发及终到站也改为叙尔特岛的韦斯特兰 (德国)。

## 全欧快车
1970年代，德国联邦铁路开始构思在城际列车班次中引入二等车厢，并对此进行了研究及测试，从而形成了“IC79项目”（IC79 Project）。由于甘布里努斯号仍计划维持全一等车厢运营，因此它在1978年5月28日被纳入全欧快车（TEE）类别，使用车次为TEE15/14次。与其它全一等车厢的城际列车一样，甘布里努斯号作为本土的全欧快车班次，仅提供平日（周一至周五）的服务。1979年5月29日，其车次编号又被改为TEE18/19次，同时列车对慕尼黑－美因茨区间的经由进行了调整。列车不再经由北线的维尔茨堡及美因河流域运行，取而代之的是采取经停斯图加特及海德堡的南线。韦斯特兰则仅在夏季时刻表中通过联运车厢转达。
| 19次 | 19次  | 停靠站           | 18次  | 18次 |
| 里程 | 时刻  | 停靠站           | 时刻  | 里程 |
| ---- | ----- | ---------------- | ----- | ---- |
| 0    | 10:12 | 汉堡（阿尔托纳） | 19:39 | 1106 |
| 5    | 10:19 | 汉堡（达姆门）   | 19:31 | 1101 |
| 7    | 10:25 | 汉堡（中央）     | 19:24 | 1099 |
| 122  | 11:25 | 不来梅           | 18:25 | 984  |
| 245  | 12:23 | 奥斯纳布吕克     | 17:27 | 861  |
| 294  | 12:49 | 明斯特           | 17:01 | 812  |
| 395  | 13:26 | 埃森             | 16:16 | 711  |
| 415  | 13:49 | 杜伊斯堡         | 16:05 | 691  |
| 438  | 14:02 | 杜塞尔多夫       | 15:52 | 668  |
| 478  | 14:27 | 科隆             | 15:28 | 628  |
| 512  | 14:46 | 波恩             | 15:06 | 594  |
| 571  | 15:20 | 科布伦茨         | 14:35 | 535  |
| 663  | 16:11 | 美因茨           | 13:45 | 443  |
| 696  | 16:31 | 达姆斯塔特       | 13:22 | 410  |
| 752  | 17:01 | 海德堡           | 12:54 | 354  |
| 864  | 18:20 | 斯图加特         | 11:43 | 242  |
| 958  | 19:15 | 乌尔姆           | 10:39 | 148  |
| 1044 | 19:59 | 奥格斯堡         | 09:56 | 62   |
| 1106 | 20:30 | 慕尼黑           | 09:26 | 0    |

全欧快车甘布里努斯号的客流量在1980年开始衰落。自同年6月1日起，列车在明斯特－埃森区间增设盖尔森基兴停站；至9月28日，列车两端的线路均被缩短，仅在斯图加特－不来梅间运行。1981年，列车的北端始发/终到站进一步向南缩短至明斯特，但提供联运车厢转达汉堡，这项操作在每周五晚上进行，并于下周一早晨返回。1982年5月28日，甘布里努斯号的北端始发/终到站改至多特蒙德，并在一年撤出全欧快车服务。

## 城际列车
1983年5月30日，甘布里努斯号继续作为城际列车类别运行于斯图加特－汉堡间。自1985年6月2日至1988年5月28日期间，列车的运行线路变更为慕尼黑－多特蒙德。而自1988年5月29日起，其路线又改为慕尼黑－汉诺威，并维持运行直至1991年6月2日——当德国首条高速铁路建成通车后，其服务被城际快车（ICE）所取代。
甘布里努斯号后于1994年5月29日在卡尔斯鲁厄－多特蒙德间恢复开行，并在一年后将北端线路向东延伸至柏林始发及终到。1998年5月23日，甘布里努斯号最终退役。

## 脚註
1. ↑  Mertens & Malaspina 2007，第368頁.
2. 1 2  Goette 2008，第128頁.
3. ↑  Mertens & Malaspina 2007，第369頁.
4. 1 2  Mertens & Malaspina 2007，第370頁.
5. ↑  Hajt 2001，第91頁.